# Einmal noch nach Bombay…
Einmal noch nach Bombay… ist das sechste Kompilationsalbum des österreichischen Schlagersängers Freddy Quinn, das 1969 in den Musiklabels Polydor und Bertelsmann Club (Nummer 61 095) in Deutschland erschien. Der Druck geschah durch die Mohndruck Reinhard Mohn OHG. Die Veröffentlichung geschah unter der Rechtegesellschaft Gesellschaft für musikalische Aufführungs- und mechanische Vervielfältigungsrechte

## Schallplattenhülle
Auf der Schallplattenhülle ist Freddy Quinn zu sehen, während er auf einem Segelschiff steht, im Hintergrund sind die Schiffsmasten zu erkennen. In roten Großbuchstaben ist der Schriftzug „Freddy Quinn“ angebracht, der Albumtitel ist in blauer Schrift zu lesen.

## Musik
Einmal noch nach Bombay wurde 1938 von Richard Germer gesungen und wurde von diesem mit Hans Leip geschrieben. Rolling Home ist im Original ein Volkslied, das 1920 unter dem Titel Kevin Barry bekannt wurde. Auf der Reeperbahn nachts um halb eins wurde von Ralph Arthur Roberts geschrieben und 1911 von Walter Jankuhn veröffentlicht.
Lieder dieses Kompilationsalbums wurden von Freddy Quinn in folgenden Studioalben veröffentlicht:
- Auf hoher See (1961)
  - Die Gitarre und das Meer
  - Rolling Home
  - Heimweh nach St. Pauli
- Heimweh nach St. Pauli (1962)
  - Auf der Reeperbahn nachts um halb eins
  - Junge, komm bald wieder
  - Heimweh nach St. Pauli
  - Mein Hamburg
  - Was will das Meer von mir
- Freddy auf großer Fahrt (1962)
  - Rolling Home
  - Die Gitarre und das Meer
  - Heimweh nach St. Pauli
- Von Kontinent zu Kontinent (1965)
  - Von Kontinent zu Kontinent
  - Einmal noch nach Bombay
- Meine Heimat ist das Meer (1969)
  - Einmal noch nach Bombay
  - Auf der Reeperbahn nachts um halb eins

## Titelliste
Das Album beinhaltet folgende zwölf Titel:
- Seite 1

1. Von Kontinent zu Kontinent
2. Einmal noch nach Bombay
3. Die Gitarre und das Meer
4. So schnell sieht ein Seemann nicht black
5. Rolling Home
6. Tell, Sailor, Tell Me A Story

- Seite 2

1. Auf der Reeperbahn nachts um halb eins
2. Heimweh nach St. Pauli
3. Mein Hamburg
4. Was will das Meer von mir
5. Vergangen, vergessen, vorüber
6. Junge, komm bald wieder